# Barracuda (film, 1997)
Pour les articles homonymes, voir Barracuda (homonymie).
Pour plus de détails, voir Fiche technique et Distribution.
Barracuda est un film à suspense français réalisé par Philippe Haïm, sorti en 1997, réalisé en huis clos avec en vedette Jean Rochefort et Guillaume Canet.

## Synopsis
Monsieur Clément vit seul dans un appartement aux murs tapissés de photos de Fred Astaire, sa passion. Sur le même palier emménagent Luc et Margot. Celle-ci, enceinte, s'éloigne pour quelques jours. Luc rencontre Clément qui l'invite à dîner. Le vieux monsieur lui présente sa femme, une poupée de taille adulte. Luc veut abréger la soirée mais Clément l'assomme et le séquestre. 
Plusieurs tentatives d'évasion échouent, entraînant de sévères "punitions." Margot, de retour, s'étonne de l'absence de Luc. Clément lui affirme que son compagnon l'a abandonnée tandis qu'il fait croire à celui-ci qu'il a tué la jeune femme. Désespéré, enchaîné dans une pièce aveugle, Luc s'abandonne au rôle de petit garçon que lui fait jouer son gardien. Seule ouverture sur le monde, les quelques moments de télévision qui lui sont accordés. Neuf mois plus tard, c'est un appel de Margot dans une émission du type "Perdu de vue" qui lui révèle qu'elle est en vie et qu'elle a un bébé. Luc sort de sa léthargie et réussit à éliminer Clément.

## Fiche technique
- Titre : Barracuda
- Titre allemand : Vorsicht Nachbar !
- Réalisation : Philippe Haïm
- Scénario : Philippe Haïm, Marie Krüger, Nicolas Lartigue, Patrick Olivier Meyer
- Producteurs : Peter Paulich et Stéphane Tavenas
- Coproducteur : Klaus Rettig
- Producteur délégué : Gerhard Schmidt
- Genre : thriller
- Sociétés de production : Canal+, Era Film, France 3 Cinéma, fonds Eurimages, Gemini Films, Horizon Productions, fondation NRW (de), Procirep et la Caisse des Dépôts et Consignations
- Sociétés de distribution : AMLF, Gemini Films et Edition Salzgeber (de) (Allemagne)
- Musique : Philippe Haïm
- Photographie : Jean-Claude Thibaut
- Son : Pierre-Yves Lavoué (Dolby)
- Pellicule : Kodak
- Montage : Magali Olivier
- Décors : Norbert Scherer
- Costumes : Norbert Scherer et Chinh Tran
- Direction artistique : Sabine Rudolph
- Pays d'origine :  France /  Allemagne /  Belgique
- Durée : 94 minutes
- Langues : anglais, français
- Format : couleur - 2.35:1 - 35 mm - anamorphique - Super 35 (en)
- Affiche : Frèd Blanc (edo) & Régis Guérin, Photo Olivier Gachen
- Dates de sortie : 
  -  France : 29 octobre 1997
  -  Allemagne : 18 mars 1999
- Classification du film : interdit aux moins de 12 ans
- Budget : 1,95 M€[1]
- Box-office France : 9 383 entrées[2]
- Box-office Allemagne : 16 497 entrées
- Visa d'exploitation no 87030

## Distribution
- Jean Rochefort : Monsieur Clément
- Guillaume Canet : Luc
- Claire Keim : Margot
- Michel Scourneau : Hallucination Clément
- Rose Thiéry : Concierge
- Cécile Cotte : Voisine repasseuse
- Philippe Lefebvre : Pierre
- Karine Nuris : Caroline
- Marc-André Brunet : Le chef des pompiers
- Franck Stepler : L'animateur télé
- Mariame Kadi : La chanteuse
- Tonio Descanvelle : Employé EDF
- Katia Schuchman : La voisine du rez-de-chaussée
- Daniel Guthmann : Pompier
- Jochen Müller : Pompier
- Alexander Beuth : Policier
- Raoul Erdmann : Policier
- Burkard Marre : Policier
- Dietman Scheller : Policier
- Marcus Seibert : Policier
- Élise Tielrooy : La femme blonde sur les photos
- Barney Harberink : Doublure Clément
- Eric Nicolas : Danseur de claquettes
- Atmen Kelif : Un invité à la soirée